# Jim Cheung
Jim Cheung (1972) é um desenhista de histórias em quadrinhos do Reino Unido. É mais conhecido por trabalhar em histórias de mega eventos da Marvel Comics como Avengers: The Chidren's Crusade (Vingadores: A Cruzada das Crianças), Infinity, Original Sin #0 (Pecado Original), e AXIS.